# Enemri Najem Al-Marghani
Enemri Najem Al-Marghani (arab. النمري نجم المرغنى; ur. w 1955) – libijski lekkoatleta, olimpijczyk.
Al-Marghani wystąpił na Letnich Igrzyskach Olimpijskich 1980 w jednej konkurencji. Zajął 49. miejsce w maratonie wśród 53 sklasyfikowanych zawodników (osiągnął czas 2:42:27).
Rekord życiowy w maratonie – 2:42:27 (1980).